# Joshua Dürksen
Joshua Dürksen (prononcé en allemand : [ˈjoːzu̯a ˈdʏʁk.sn̩] ), né le 27 octobre 2003 à Asuncion, est un pilote automobile germano-paraguayen. Depuis 2024, il participe au championnat de Formule 2 avec PHM AIX Racing. Il a également participé au championnat d'Europe de Formule Régionale de 2022 à 2023,.

## Biographie
Joshua Dürksen naît le 27 octobre 2003 à Asuncion, au Paraguay. Possédant la double nationalité germano-paraguayenne, il évolue en sport automobile sous licence paraguayenne.

### Formule 4

#### 2019
En 2019, Dürksen fait ses débuts dans le championnat de Formule 4 UAE chez Mücke Motorsport aux côtés de Nico Göhler. Il obtient sa première victoire lors de la première épreuve sur le circuit du Dubaï Autodrome, et remporte quatre autres courses durant la saison. Il s'incline face à Matteo Nannini dans la lutte pour le titre, finissant 68 points derrière son rival,.
Durant la même période, il participe au championnat d'Italie de Formule 4, et au championnat d'Allemagne de Formule 4. Tout en restant chez Mücke Motorsport en Italie et en allant chez ADAC Berlin-Brandebourg en Allemagne, Il remporte une victoire à Vallelunga et obtient trois autres podiums en Italie, où il se classe huitième du championnat. En Allemagne, il monte sur deux podiums et se classe onzième du championnat.

#### 2020

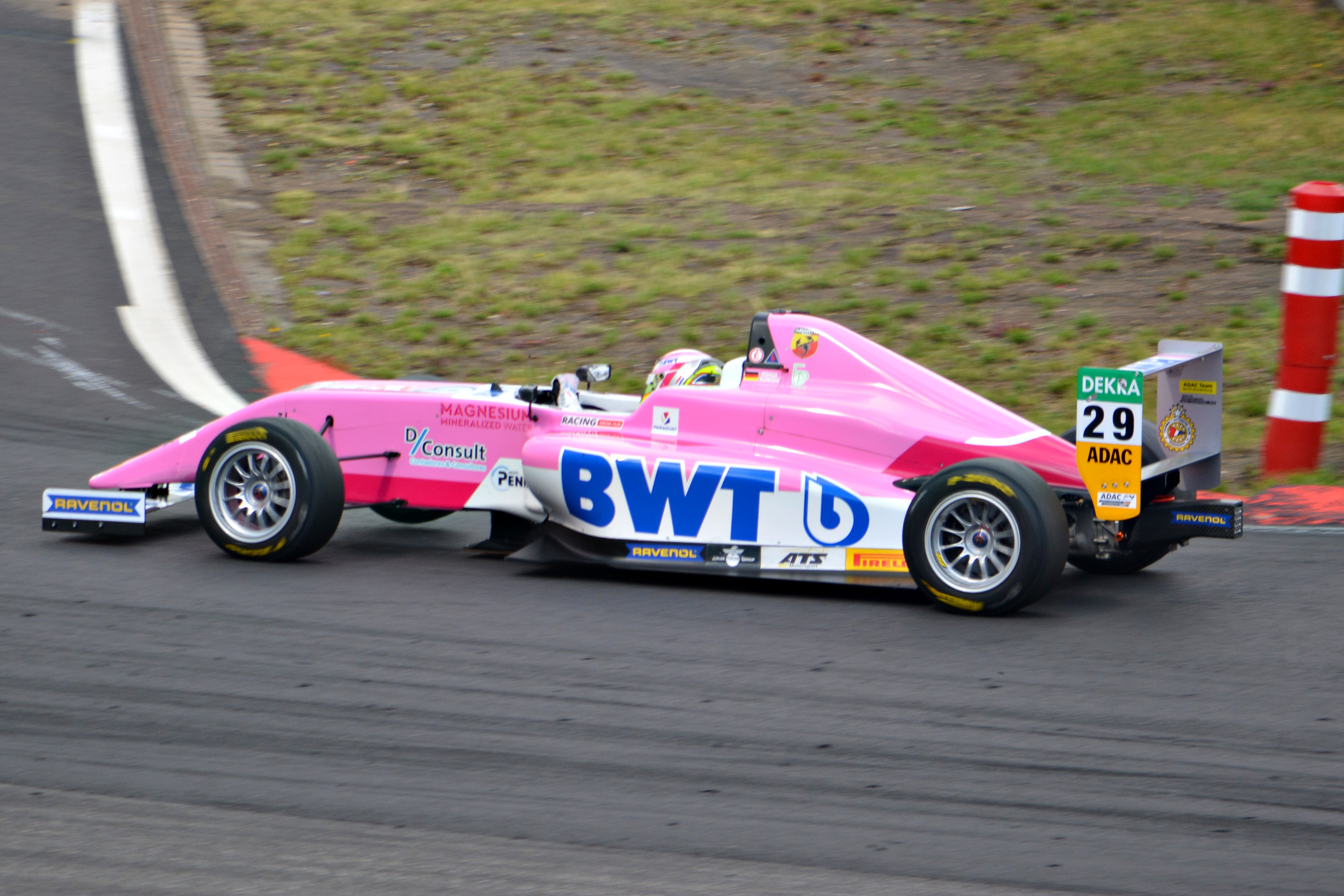
Dürksen en Formule 4 allemande en 2020 au Nürburgring.

L'année suivante, il dispute l'intégralité du championnat d'Allemagne de Formule 4 et participe à 8 courses du championnat d'Italie de Formule 4. Il décroche deux victoires consécutives sur le Nürburgring, et sur l'Hockenheimring. Il termine sixième du championnat avec deux victoires, six podiums et 191 points. En Italie, le Paraguayen remporte une victoire au Red Bull Ring et monte sur un autre podium lors de cette même manche. Il se classe treizième du championnat avec 60 points.

#### 2021

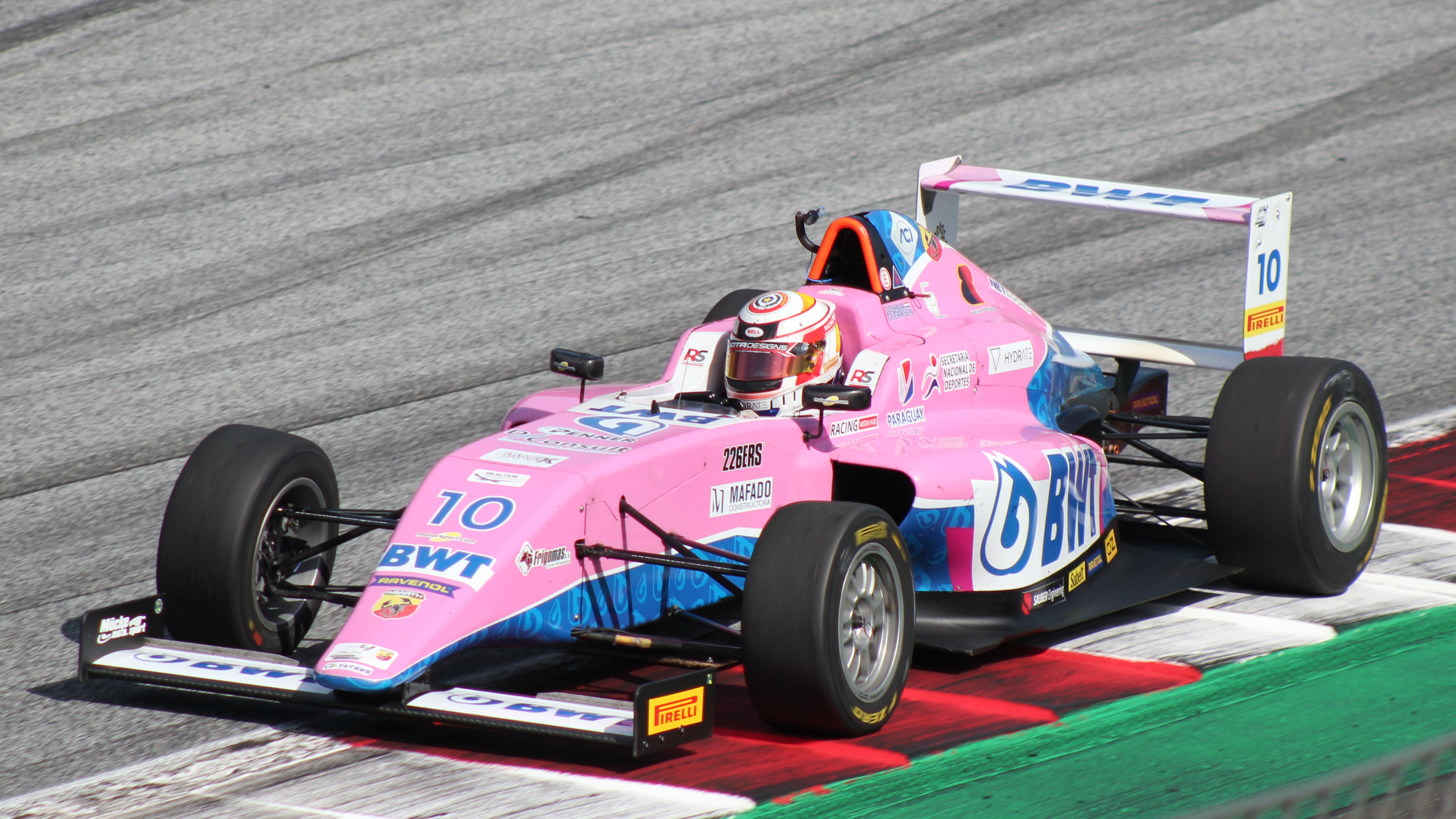
Dürksen en Formule 4 italienne en 2021 à Spielberg.

En 2021, Dürksen dispute une nouvelle campagne dans le championnat italien pour sa dernière saison en Formule 4. 
Lors de la première manche de l'année au Castellet, il termine huitième de la première course. Pour la deuxième course,  il se classe cinquième derrière Sebastián Montoya. Plus tard dans l'après-midi, le Paraguayen finit septième derrière Luke Browning. 
Après une manche sans marquer de points, il termine quatrième de la première course de Vallelunga, derrière l'Allemand Tim Tramnitz. Le lendemain, il termine à la même position devant le Danois Conrad Laursen. Dürksen remporte ensuite une double victoire au Mugello et monte sur un autre podium à Monza,. 
Il se montre régulier tout au long de la saison, terminant dans les points à chaque week-end, sauf à Misano où il n'inscrit aucun point. Il se classe sixième du championnat avec 171 points. 
Durant l'année, le natif d'Asuncion fait une apparition sur trois courses en Euroformula Open au sein de Drivex School au Hungaroring, où il remplace Enzo Trulli, forfait pour cette manche. Il termine troisième de la première course de l'épreuve, et dix-septième du championnat avec 29 points.

### Formule Régionale

#### 2022
Malgré des difficultés initiales à trouver les fonds nécessaires pour rejoindre le championnat, Dürksen intègre le championnat d'Europe de Formule Régionale, où il signe chez Arden Motorsport aux côtés d'Eduardo Barrichello et Noel León,,,. Il termine dix-neuvième de la première course de l'année, disputée sur le circuit de Monza. Le lendemain, lors de la seconde course, il termine quatorzième. Lors de l'épreuve suivante à Imola, il termine sixième de la première course. Lors de la seconde course, le Paraguayen termine à la douzième place. A Monaco, il termine douzième de la première course et dixième de la seconde course. Au Paul-Ricard, il se classe treizième lors des deux courses.
Lors de l'épreuve de Zandvoort, il est contraint d'abandonner lors de la première course. Le lendemain, il termine dix-huitième de la seconde course. Lors de l'épreuve suivante au Hungaroring, il termine quinzième de la première course. Sur le Red Bull Ring, il termine sixième des deux courses.
Dürksen termine la saison à la quatorzième place du championnat avec 40 points. Il déclare alors que son rêve de rejoindre la Formule 1 demeure "plus vivant que jamais",.

#### 2023

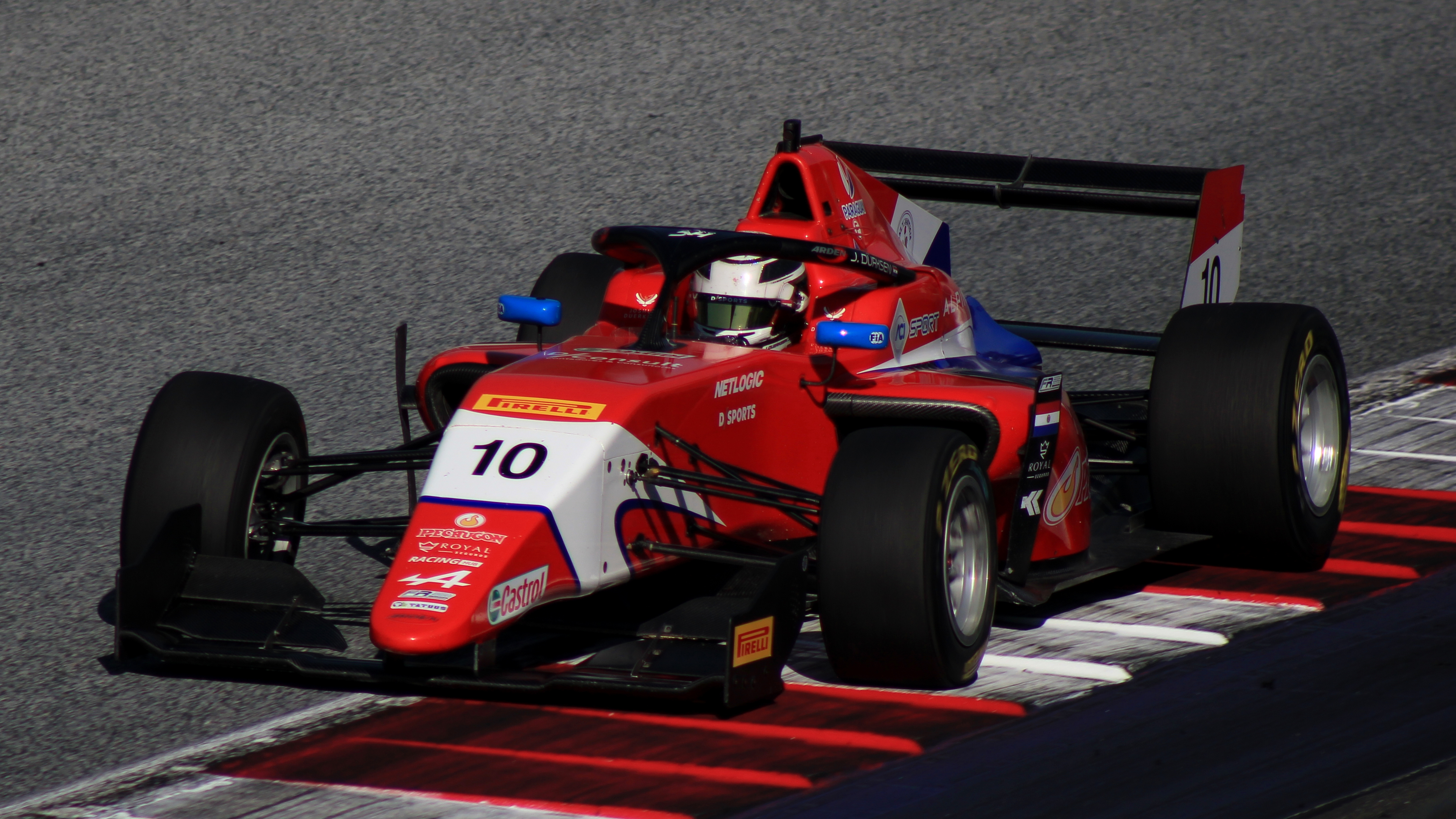
Dürksen en Formule Régionale en 2023 à Spielberg.

Durant l'hiver, Dürksen participe au championnat du Moyen-Orient de Formule Régionale avec Hyderabad Blackbirds by MP Motorsort pour les deux manches disputées au Koweït. Il monte sur le podium lors de la troisième course de la première manche et décroches deux pole positions sur les deux manches. Il se classe seizième du championnat avec 29 points. 
Il poursuit ensuite sa collaboration avec Arden Motorsport pour la saison 2023. Il marque ses premiers points de l'année avec une dixième position dans la première course de la manche de Spa-Francorchamps . Il monte sur son premier podium lors de la seconde course avec une troisième place derrière Tim Tramnitz et Andrea Kimi Antonelli  . Sur le Paul-Ricard, il termine à la neuvième position de la seconde course, devant Macéo Capieto. Lors de la seconde course de Zandvoort, le Paraguayen termine septième, derrière Martinus Stenshorne. Lors de la dernière épreuve de l'année à Hockenheim, il termine dix-septième de la première course. Il termine seizième de la seconde mais est reclassé quatorzième. 
Dürksen termine à la vingtième place du championnat avec 26 points. En fin d'année, il dispute les essais d'après-saison de Formule 3 FIA avec PHM Racing. 

### Formule 2

#### 2024: Premières victoires

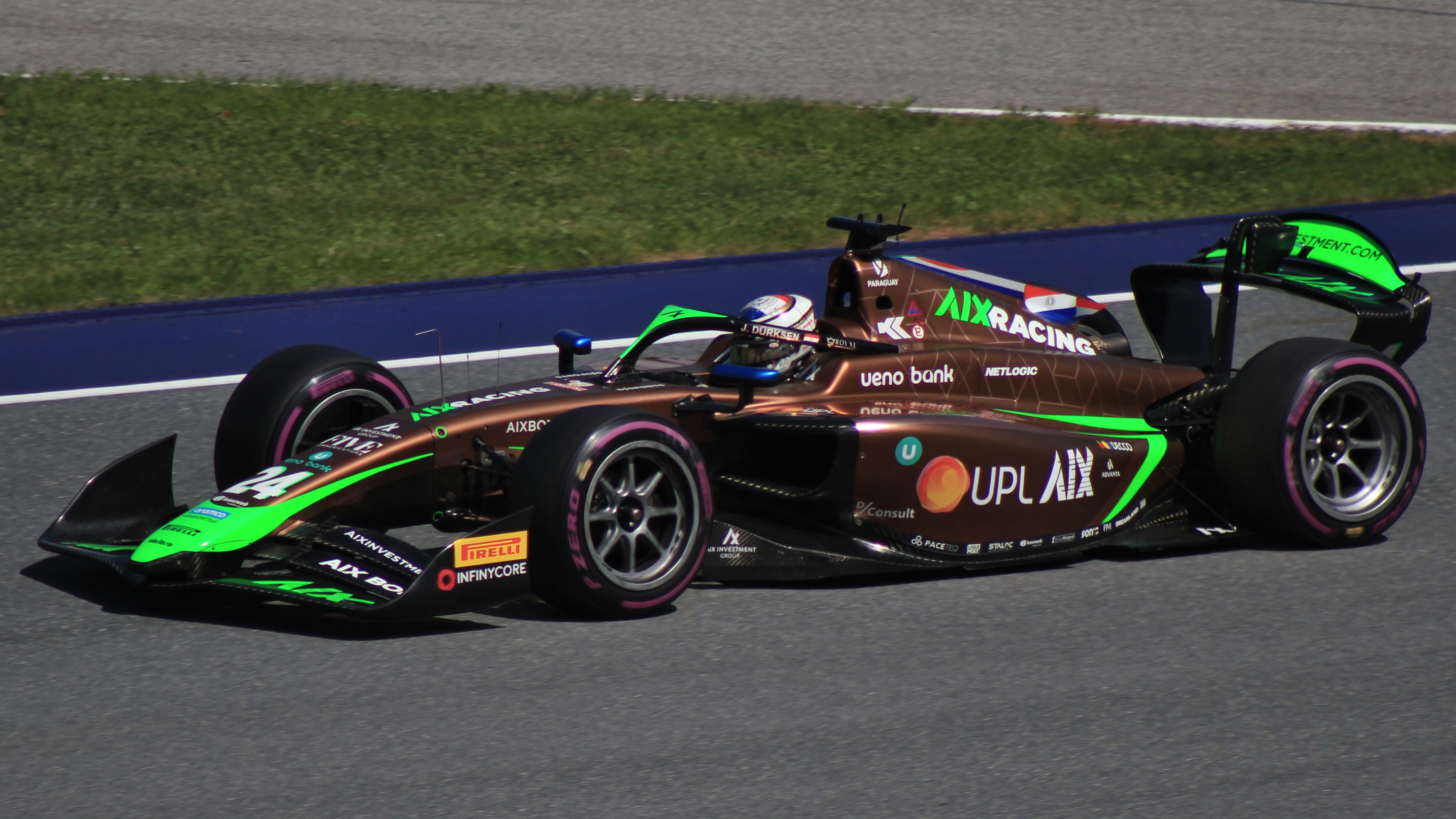
Joshua Dürksen en Formule 2 en 2024 sur le Red Bull Ring.

Le 10 novembre 2023, Dürksen est officialisé par PHM AIX Racing pour la saison 2024 du championnat de Formule 2, aux côtés de Taylor Barnard,. Lors de la première manche de l'année à Sakhir, il se qualifie vingt-et-unième et remonte à la onzième place de la course principale ,. En Arabie saoudite, sur le circuit de Djeddah, il se qualifie à la dix-neuvième place. Il remonte à la neuvième place de la course sprint, en profitant notamment de la double disqualification des Trident et de l'abandon d'Isack Hadjar en fin de course. Le lendemain, il termine douzième de la course principale devant son coéquipier. Lors de la manche d'Imola, Dürksen devient le premier pilote paraguayen à marquer des points en Formule 2 et à monter sur un podium, grâce à une troisième place lors de la course principale.
En Espagne, il termine huitième des qualifications mais à cause d'une pénalité de dix places, il part quatorzième de la course sprint. Après une remontée jusqu'à la dixième position, il termine derrière Zak O'Sullivan. Au Red Bull Ring, Dürksen signe le deuxième temps des qualifications, à huit millièmes de la pole position, décrochée par Dennis Hauger. Après deux manches sans marquer de points, il termine huitième de la course sprint devant son coéquipier. Le lendemain, le Paraguayen termine sixième de la course principale. 
A Silverstone, il se qualifie seizième et termine à la même place lors de la course sprint Lors de la manche de Monza, il parvient à monter à nouveau sur le podium avec une troisième place lors de la course sprint. Le lendemain, il termine cinquième avec le meilleur tour en course.
Deux semaines plus tard, sur le circuit urbain de Bakou, le Paraguayen s'élance quatrième de la course sprint après s'être qualifié en septième position. Après une course mouvementée, Dürksen remporte la course sprint, avec le tour le plus rapide, devant Jak Crawford et Gabriele Minì. Il devient le premier pilote paraguayen à gagner une course en Formule 2. Le dimanche, il finit cinquième de la course principale, lui permettant de remonter à la douzième place du classement général. A Losail, il se qualifie en seizième position. Il termine la course sprint neuvième mais profite de la pénalité de Ritomo Miyata pour prendre le point de la huitième position. Lors de la course principale, un arrêt au stand tardif ne lui permet pas de faire mieux que quatorzième.
Pour la dernière manche de la saison à Yas Marina, Dürksen se qualifie neuvième. Lors de la course sprint, il est en lutte pour une place sur le podium mais est percuté par Amaury Cordeel, ce qui le contraint à l'abandon. Le lendemain, le Paraguayen remporte la course principale devant Gabriel Bortoleto. Il termine dixième du championnat avec 87 points.

#### 2025

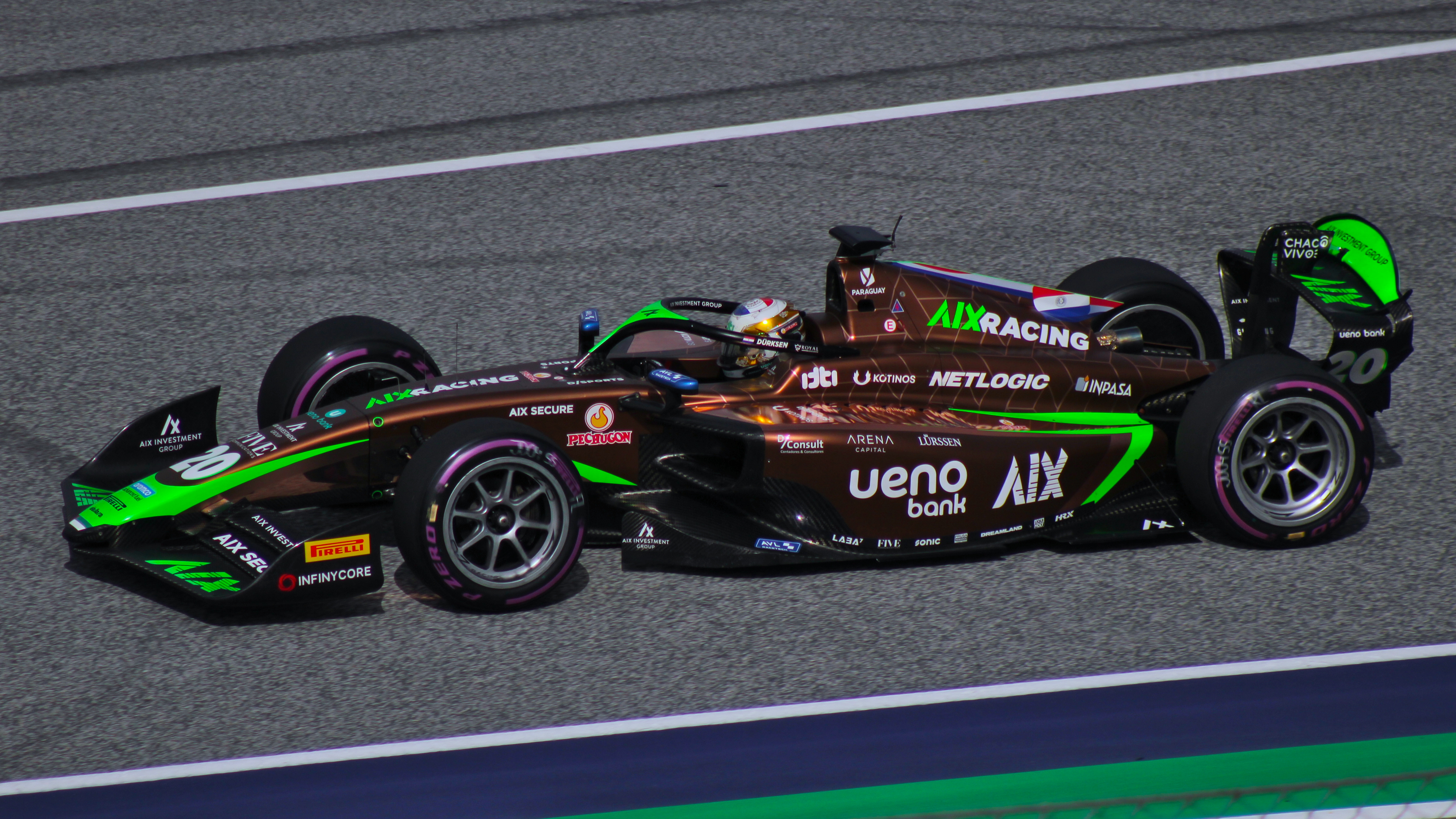
Joshua Dürksen en Formule 2 en 2025 sur le Red Bull Ring.

Le 14 décembre 2024, le Paraguayen est confirmé pour la saison 2025 par AIX Racing. Au cours de la même semaine, il réalise le meilleur temps des essais d'après saison. Lors de la première épreuve de l'année, à Melbourne, Dürksen se qualifie neuvième, le faisant partir en deuxième position pour la course sprint. Lors de la course inaugurale de la saison, il prend la tête de la course à Leonardo Fornaroli dès le premier virage et s'impose après avoir mené la totalité de la course. Le lendemain, la course principale est annulée en raison des condition météorologiques.  
A Sakhir, Dürksen se classe troisième de la course sprint derrière Richard Verchoor, après avoir lutté aux avant-postes durant toute la course. Il est cependant disqualifié après une infraction technique du règlement. Lors de la course principale, il termine dixième. 
A Djeddah, après une séance de qualification ratée, il se qualifie dix-huitième. Durant la course sprint, il remonte progressivement jusqu'en onzième position mais se fait dépasser juste avant la ligne d'arrivée par Oliver Goethe et termine douzième. Il termine à la même position lors de la course principale,.

## Résultats

### Résultats en monoplace
| Saison | Championnat                                      | Écurie                                | Courses | Victoires | Pole positions | Meilleurs tours | Podiums | Points | Classement |
| ------ | ------------------------------------------------ | ------------------------------------- | ------- | --------- | -------------- | --------------- | ------- | ------ | ---------- |
| 2019   | Championnat des Émirats arabes unis de Formule 4 | Mücke Motorsport                      | 20      | 5         | 2              | 4               | 10      | 295    | 2e         |
| 2019   | Championnat d'Italie de Formule 4                | BWT Mücke Motorsport                  | 21      | 1         | 0              | 0               | 4       | 122    | 8e         |
| 2019   | Championnat d'Allemagne de Formule 4             | ADAC Berlin-Brandenburg               | 20      | 0         | 0              | 1               | 2       | 80     | 11e        |
| 2020   | Championnat d'Allemagne de Formule 4             | ADAC Berlin-Brandenburg               | 21      | 2         | 1              | 1               | 6       | 191    | 6e         |
| 2020   | Championnat d'Italie de Formule 4                | BWT Mücke Motorsport                  | 8       | 1         | 1              | 2               | 2       | 60     | 13e        |
| 2021   | Championnat d'Italie de Formule 4                | BWT Mücke Motorsport                  | 21      | 2         | 0              | 2               | 3       | 171    | 6e         |
| 2021   | Euroformula Open                                 | Drivex School                         | 3       | 0         | 0              | 0               | 1       | 29     | 17e        |
| 2022   | Formule Régionale Europe                         | Arden Motorsport                      | 20      | 0         | 0              | 0               | 0       | 40     | 14e        |
| 2023   | Formule Régionale Moyen-Orient                   | Hyderabad Blackbirds by MP Motorsport | 6       | 0         | 2              | 0               | 1       | 29     | 16e        |
| 2023   | Formule Régionale Europe                         | Arden Motorsport                      | 20      | 0         | 0              | 0               | 1       | 26     | 20e        |
| 2024   | Formule 2                                        | AIX Racing                            | 28      | 2         | 0              | 1               | 4       | 87     | 10e        |
| 2025   | Formule 2                                        | AIX Racing                            | 19      | 1         | 0              | 0               | 2       | 23     | 15e        |

### Résultats complets en Formule 4 UAE
Les courses en Gras indiquent une pole position, celles en italique indiquent un meilleur tour.
| Saison | Ecurie           | 1        | 2        | 3      | 4        | 5        | 6        | 7        | 8        | 9        | 10       | 11       | 12       | 13       | 14       | 15     | 16     | 17          | 18       | 19       | 20       | Pos | Points |
| ------ | ---------------- | -------- | -------- | ------ | -------- | -------- | -------- | -------- | -------- | -------- | -------- | -------- | -------- | -------- | -------- | ------ | ------ | ----------- | -------- | -------- | -------- | --- | ------ |
| 2019   | Mücke Motorsport | DUB1 1 3 | DUB1 2 4 | DUB1 3 | DUB1 4 1 | YMC1 1 5 | YMC1 2 1 | YMC1 3 1 | YMC1 4 3 | DUB2 1 4 | DUB2 2 1 | DUB2 3 6 | DUB2 4 5 | YMC2 1 5 | YMC2 2 6 | YMC2 3 | YMC2 4 | DUB3 1 Abd. | DUB3 2 3 | DUB3 3 5 | DUB3 4 1 | 2e  | 295    |

### Résultats complets en championnat d'Italie de Formule 4
Les courses en Gras indiquent une pole position, celles en italique indiquent un meilleur tour.
| Saison | Ecurie               | 1         | 2       | 3       | 4        | 5        | 6        | 7       | 8        | 9          | 10        | 11        | 12      | 13         | 14       | 15       | 16        | 17       | 18        | 19      | 20      | 21       | 22         | Pos | Points |
| ------ | -------------------- | --------- | ------- | ------- | -------- | -------- | -------- | ------- | -------- | ---------- | --------- | --------- | ------- | ---------- | -------- | -------- | --------- | -------- | --------- | ------- | ------- | -------- | ---------- | --- | ------ |
| 2019   | BWT Mücke Motorsport | VLL 1 Ret | VLL 2 1 | VLL 3   | MIS 1 11 | MIS 2 8  | MIS 3 C  | HUN 1 5 | HUN 2 9  | HUN 3 4    | RBR 1 3   | RBR 2 Ret | RBR 3 8 | IMO 1 12   | IMO 2 17 | IMO 3 16 | IMO 4 19  | MUG 1 24 | MUG 2 5   | MUG 3   | MNZ 1 5 | MNZ 2 22 | MNZ 3 Abd. | 8e  | 122    |
| 2020   | BWT Mücke Motorsport | MIS 1     | MIS 2   | MIS 3   | IMO1 1   | IMO1 2   | IMO1 3   | RBR 1   | RBR 2 15 | RBR 3 2    | MUG 1     | MUG 2     | MUG 3   | MNZ 1      | MNZ 2    | MNZ 3    | IMO2 1 10 | IMO2 2 4 | IMO2 3 11 | VLL 1 9 | VLL 2 C | VLL 3 9  |            | 13e | 60     |
| 2021   | BWT Mücke Motorsport | LEC 1 8   | LEC 2 5 | LEC 3 7 | MIS 1 15 | MIS 2 15 | MIS 3 15 | VLL 1 4 | VLL 2 4  | VLL 3 Abd. | IMO 1 25† | IMO 2 4   | IMO 3 6 | RBR 1 Abd. | RBR 2 5  | RBR 3 22 | MUG 1     | MUG 2 4  | MUG 3 1   | MNZ 1 3 | MNZ 2 4 | MNZ 3 6  |            | 6e  | 171    |

### Résultats complets en championnat d'Allemagne de Formule 4
Les courses en Gras indiquent une pole position, celles en italique indiquent un meilleur tour.
| Saison | Ecurie                  | 1        | 2         | 3        | 4          | 5        | 6        | 7        | 8        | 9          | 10       | 11         | 12          | 13      | 14         | 15       | 16       | 17       | 18         | 19      | 20       | 21      | Pos | Points |
| ------ | ----------------------- | -------- | --------- | -------- | ---------- | -------- | -------- | -------- | -------- | ---------- | -------- | ---------- | ----------- | ------- | ---------- | -------- | -------- | -------- | ---------- | ------- | -------- | ------- | --- | ------ |
| 2019   | ADAC Berlin-Brandenburg | OSC 1 9  | OSC 2 5   | OSC 3 2  | RBR 1 Abd. | RBR 2 9  | RBR 3 20 | HOC 1 20 | HOC 2 12 | ZAN 1 Abd. | ZAN 2 10 | ZAN 3 Abd. | NÜR 1 11    | NÜR 2 7 | NÜR 3 Abd. | HOC 1 3  | HOC 2 4  | HOC 3 9  | SAC 1 Abd. | SAC 2 6 | SAC 3 10 |         | 11e | 80     |
| 2020   | ADAC Berlin-Brandenburg | LAU1 1 2 | LAU1 2 11 | LAU1 3 9 | NÜR1 1 9   | NÜR1 2 6 | NÜR1 3 1 | HOC 1    | HOC 2 11 | HOC 3 5    | NÜR2 1 2 | NÜR2 2 9   | NÜR2 3 Abd. | RBR 1 9 | RBR 2 3    | RBR 3 12 | LAU2 1 4 | LAU2 2 4 | LAU2 3 7   | OSC 1 2 | OSC 2 7  | OSC 3 5 | 6e  | 191    |

### Résultats en Formule 2 FIA
Les courses en Gras indiquent une pole position, celles en italique indiquent un meilleur tour.
| Saison | Ecurie                    | 1          | 2          | 3           | 4          | 5          | 6            | 7            | 8         | 9          | 10          | 11         | 12           | 13        | 14        | 15         | 16           | 17         | 18         | 19         | 20         | 21        | 22        | 23        | 24        | 25        | 26         | 27          | 28        | DC   | Points |
| ------ | ------------------------- | ---------- | ---------- | ----------- | ---------- | ---------- | ------------ | ------------ | --------- | ---------- | ----------- | ---------- | ------------ | --------- | --------- | ---------- | ------------ | ---------- | ---------- | ---------- | ---------- | --------- | --------- | --------- | --------- | --------- | ---------- | ----------- | --------- | ---- | ------ |
| 2024   | PHM AIX Racing AIX Racing | BHR SPR 15 | BHR FEA 11 | JED SPR 9   | JED FEA 12 | MEL SPR 17 | MEL FEA Abd. | IMO SPR Abd. | IMO FEA 3 | MON SPR 18 | MON FEA 18† | CAT SPR 10 | CAT FEA Abd. | RBR SPR 8 | RBR FEA 6 | SIL SPR 16 | SIL FEA Abd. | HUN SPR 18 | HUN FEA 19 | SPA SPR 19 | SPA FEA 10 | MNZ SPR 3 | MNZ FEA 5 | BAK SPR 1 | BAK FEA 5 | LSL SPR 8 | LSL FEA 13 | YMC SPR Ret | YMC FEA 1 | 10e  | 87     |
| 2025   | AIX Racing                | MEL SPR 1  | MEL FEA C  | BHR SPR DSQ | BHR FEA 10 | JED SPR 12 | JED FEA 11   | IMO SPR      | IMO FEA   | MON SPR    | MON FEA     | CAT SPR    | CAT FEA      | RBR SPR   | RBR FEA   | SIL SPR    | SIL FEA      | SPA SPR    | SPA FEA    | HUN SPR    | HUN FEA    | MNZ SPR   | MNZ FEA   | BAK SPR   | BAK FEA   | LSL SPR   | LSL FEA    | YMC SPR     | YMC FEA   | 11e* | 11*    |